# Duzje (província)
Düzce ou Duzje(em português) é uma província (em turco: iller) do noroeste da Turquia, situada na região (bölge) do Mar Negro (em turco: Karadeniz Bölgesi), com capital na cidade homónima. Tem 3 641 km² de área e em 2020 tinha 395 679 habitantes (densidade: 108,7 hab./km²).